# 胡锦光
胡锦光（1960年2月--），安徽省黄山市人，是中国一位宪法学者，中国人民大学法学院教授。

## 经历
胡锦光1986年毕业于中国人民大学法律系，获得法学硕士学位，随后留校任教，1998年在同校取得法学博士学位。1996年获得“全国十大杰出青年法学家”提名奖和香港霍英东教育基金会项目奖，其专著和论文多次获得全国性奖项。现为中国人民大学法学院副院长、中国人民大学宪法行政法教研室主任、中国人民大学宪政与行政法治研究中心主任、中国法学会宪法学研究会常务理事。